# Họ Cá hoàng đế
Họ Cá hoàng đế hay họ Cá rô phi (danh pháp khoa học: Cichlidae) là một họ cá, theo truyền thống xếp trong bộ Perciformes. Theo phân loại truyền thống thì họ này thuộc một nhóm được gọi là Labroidei cùng với loài cá biển thuộc các họ Labridae, Pomacentridae, Odacidae, Scaridae và Embiotocidae. Tuy nhiên, gần đây người ta chuyển họ này sang một bộ riêng biệt với danh pháp Cichliformes thuộc nhóm Ovalentariae, trong khi 2 họ Embiotocidae và Pomacentridae ở vị trí incertae sedis trong phân loạt Ovalentariae của loạt Carangimorpharia, còn 3 họ Labridae (không đơn ngành), Odacidae và Scaridae được xếp trong bộ Labriformes sensu stricto của loạt Percomorpharia.
Họ này lớn và đa dạng. Có ít nhất 1.712 loài được mô tả khoa học, khiến cho nó trở thành một trong họ động vật có xương sống lớn nhất. Các loài mới được phát hiện hàng năm và nhiều loài vẫn chưa được phân loại. Số lượng loài do đó chưa được biết rõ, với số lượng trong khoảng từ 1.300 đến 3.000 loài.

## Phân bố
Cichlidae là họ cá nước ngọt không thuộc nhóm Ostariophysi giàu loài nhất trên khắp thế giới. Họ này đa dạng nhất tại châu Phi và Nam Mỹ. Người ta ước tính rằng chỉ riêng châu Phi đã có ít nhất 1.600 loài. Trung Mỹ và México có khoảng 120 loài, phổ biến xa về phía bắc tới Rio Grande ở miền nam Texas. Madagascar có các loài bản địa rất khác biệt của hòn đảo này, như Katria, Oxylapia, Paratilapia, Paretroplus, Ptychochromis và Ptychochromoides), chỉ có quan hệ họ hàng xa với các loài thuộc châu Phi đại lục. Các loài Cichlidae bản địa hầu như không có ở châu Á, ngoại trừ 9 loài ở Israel, Liban và Syria (Astatotilapia flaviijosephi, Oreochromis aureus, O. niloticus, Sarotherodon galilaeus, Tilapia zillii và Tristramella spp.), 1 loài tại Iran (Iranocichla hormuzensis), và 3 loài tại Ấn Độ và Sri Lanka (Etroplus spp.). Nếu bỏ qua Trinidad và Tobago (nơi một vài loài Cichlidae bản địa là thành viên của các chi phổ biến rộng tại Nam Mỹ đại lục) thì 3 loài thuộc chi Nandopsis là các loài Cichlidae duy nhất có trong khu vực Antilles thuộc Caribe, cụ thể là Cuba và Hispaniola. Châu Âu, Australia, châu Nam Cực và Bắc Mỹ từ phía bắc lưu vực Rio Grande không có bất kỳ loài Cichlidae bản địa nào, mặc dù tại Florida, Mexico, Nhật Bản và miền bắc Australia có các quần thể Cichlidae do con người nuôi nhưng đã thoát ra ngoài tự nhiên sống hoang dã.
Mặc dù đa phần các loài Cichlidae chỉ tìm thấy ở những vùng nước tương đối nông, nhưng một vài loài sinh sống trong vùng nước sâu. Chúng bao gồm các loài như Alticorpus macrocleithrum và Pallidochromis tokolosh được tìm thấy ở độ sâu tới 150 mét (490 ft) trong hồ Malawi, và loài cá màu trắng và mù Lamprologus lethops, được người ta cho rằng sinh sống tới độ sâu 160 mét (520 ft) trong lòng sông Congo.
Họ Cichlidae ít được tìm thấy trong môi trường nước lợ và nước mặn, mặc dù nhiều loài chịu được nước lợ trong một thời gian dài; chẳng hạn loài Cichlasoma urophthalmus sống bình thường tại các vùng đầm lầy nước ngọt và ven các rừng đước ngập mặn cũng như sinh đẻ trong các môi trường nước mặn như các dải rừng đước xung quanh các đảo chắn. Một vài loài Tilapia, Sarotherodon và Oreochromis là các loài cá chịu mặn thật sự và có thể phát tán dọc theo vùng duyên hải nước lợ để di chuyển giữa các con sông. Tuy nhiên, chỉ một vài loài Cichlidae là sinh sống chủ yếu trong môi trường nước lợ hay nước mặn, đáng chú ý có Etroplus maculatus, Etroplus suratensis và Sarotherodon melanotheron. Có lẽ môi trường khắc nghiệt nhất đối với họ Cichlidae là các hồ siêu mặn nóng ấm, nơi các loài thuộc chi Alcolapia và Danakilia được tìm thấy. Hồ Abaeded ở Eritrea bao hàm toàn bộ sự phân bố của loài D. dinicolai, và nhiệt độ của nó dao động trong khoảng 29 đến 45 °C (84 đến 113 °F).
Ngoại trừ các loài có tại Cuba và Hispaniola, họ Cichlidae không vươn tới bất kỳ hòn đảo ngoài đại dương nào, và chủ yếu có sự phân bố Gondwana, chỉ ra các mối quan hệ chị-em chính xác được dự báo bởi sự hình thành của các rào cản tự nhiên: châu Phi-Nam Mỹ và Ấn Độ-Madagascar. Ngược lại, giả thuyết phát tán đòi hỏi họ Cichlidae phải vượt qua được hàng nghìn km biển khơi giữa Ấn Độ và Madagascar mà không xâm chiếm bất kỳ hòn đảo nào khác, hoặc tương tự như vậy, vượt qua eo biển Mozambique tới châu Phi. Mặc dù phần lớn các loài Cichlidae Malagasy chỉ là cá nước ngọt, nhưng Ptychochromis grandidieri và Paretroplus polyactis lại được tìm thấy phổ biến tại vùng nước lợ duyên hải và dường như chúng chịu được nước mặn cũng giống như Etroplus maculatus và Etroplus suratensis ở Ấn Độ và Sri Lanka.
Một số loài bị coi là loài xâm hại. Các loài cá rô phi đen (Oreochromis mossambicus) và cá rô phi vằn (Oreochromis niloticus) vì lý do kinh tế (nuôi trồng thủy sản) được du nhập vào nhiều nước nhiệt đới. Sự tự nhiên hóa của chúng ở một số nước có tác động tiêu cực tới hệ sinh thái bản địa, do chúng thay thế và chiếm chỗ của các loài bản địa. Các loài Cichlidae khác, như Australoheros facetus, là loài bản địa của khu vực từ miền nam Brasil tới miền bắc Argentina, cũng có mặt ở châu Âu do du nhập, chủ yếu trong khu vực phía nam Bồ Đào Nha và Tây Ban Nha nhưng hiện nay đã có mặt trong một số hồ ở Đức (Baden-Württemberg và North Rhine-Westphalia).

## Các chi
Đến năm 2013, họ này có 221 chi được công nhận bởi FishBase:
- Abactochromis Oliver & Arnegard 2010
- Acarichthys Eigenmann 1912
- Acaronia Myers 1940
- Aequidens Eigenmann & Bray 1894
- Allochromis Greenwood 1980
- Alticorpus Stauffer & McKaye 1988
- Altolamprologus Poll 1986
- Amatitlania Schmitter-Soto, 2007
- Amphilophus Agassiz, 1859
- Andinoacara Musilova, Z., Rican, O. & Novak, J., 2009
- Anomalochromis Greenwood 1985
- Apistogramma Regan 1913
- Apistogrammoides Meinken 1965
- Archocentrus Gill 1877
- Aristochromis Trewavas, 1935
- Astatoreochromis Pellegrin 1904
- Astatotilapia Pellegrin 1904
- Astronotus Swainson 1839
- Aulonocara Regan 1922
- Aulonocranus Regan 1920
- Australoheros Rican & Kullander 2006
- Baileychromis Poll 1986
- Bathybates Boulenger 1898
- Benitochromis Lamboj 2001
- Benthochromis Poll 1986
- Biotodoma Eigenmann & Kennedy 1903
- Biotoecus Eigenmann & Kennedy 1903
- Boulengerochromis Pellegrin 1904
- Buccochromis Eccles & Trewavas 1989
- Bujurquina Kullander 1986
- Callochromis Regan 1920
- Caprichromis Eccles & Trewavas 1989
- Caquetaia Fowler 1945
- Cardiopharynx Poll 1942
- Chaetobranchopsis Steindachner, 1875
- Chaetobranchus Heckel, 1840
- Chalinochromis Poll 1974
- Champsochromis Boulenger 1915
- Cheilochromis Eccles & Trewavas 1989
- Chetia Trewavas 1961
- Chilochromis Boulenger 1902
- Chilotilapia Boulenger 1908
- Chromidotilapia Boulenger 1898
- Cichla Bloch & Schneider 1801
- Cichlasoma Swainson 1839
- Cleithracara Kullander & Nijssen 1989
- Congochromis Stiassny & Schliewen 2007
- Copadichromis Eccles & Trewavas 1989
- Corematodus Boulenger 1897
- Crenicara Steindachner 1875
- Crenicichla Heckel 1840
- Cryptoheros Allgayer 2001
- Ctenochromis Pfeffer 1893
- Ctenopharynx Eccles & Trewavas 1989
- Cunningtonia Boulenger 1906
- Cyathochromis Trewavas 1935
- Cyathopharynx Regan 1920
- Cyclopharynx Poll 1948
- Cynotilapia Regan 1922
- Cyphotilapia Regan 1920
- Cyprichromis Scheuermann 1977
- Cyrtocara Boulenger 1902
- Danakilia Thys van den Audenaerde 1969
- Dicrossus Steindachner 1875
- Dimidiochromis Eccles & Trewavas 1989
- Diplotaxodon Trewavas 1935
- Divandu Lamboj & Snoeks 2000
- Docimodus Boulenger 1897
- Eclectochromis Eccles & Trewavas 1989
- Ectodus Boulenger 1898
- Eretmodus Boulenger 1898
- Etia Schliewen & Stiassny 2003
- Etroplus Cuvier 1830
- Exochochromis Eccles & Trewavas 1989
- Fossorochromis Eccles & Trewavas 1989
- Gaurochromis Greenwood 1980
- Genyochromis Trewavas 1935
- Geophagus Heckel 1840
- Gephyrochromis Boulenger 1901
- Gnathochromis Poll 1981
- Gobiocichla Kanazawa 1951
- Grammatotria Boulenger 1899
- Greenwoodochromis Poll 1983
- Guianacara Kullander & Nijssen 1989
- Gymnogeophagus Miranda Ribeiro 1918
- Haplochromis Hilgendorf 1888
- Haplotaxodon Boulenger 1906
- Hemibates Regan 1920
- Hemichromis Peters 1857
- Hemitaeniochromis Eccles & Trewavas 1989
- Hemitilapia Boulenger 1902
- Herichthys Baird & Girard 1854
- Heroina Kullander, 1996
- Heros Heckel, 1840
- Heterochromis Regan 1922
- Hoplarchus Kaup,1860
- Hoplotilapia Hilgendorf 1888
- Hypselecara Kullander 1986
- Hypsophrys Agassiz 1859
- Interochromis Yamaoka, Hori & Kuwamura 1988
- Iodotropheus Oliver & Loiselle 1972
- Iranocichla Coad 1982
- IvanacaraRomer & Hahn 2006[30]
- Julidochromis Boulenger 1898
- Katria Stiassny & Sparks 2006
- Konia Trewavas 1972
- Krobia Kullander & Nijssen 1989
- Labeotropheus Ahl 1926
- Labidochromis Trewavas 1935
- Labrochromis Greenwood 1980
- Laetacara Kullander 1986
- Lamprologus Schilthuis 1891
- Lepidiolamprologus Pellegrin 1904
- Lestradea Poll 1943
- Lethrinops Regan 1922
- Lichnochromis Trewavas 1935
- Limbochromis Greenwood 1987
- Limnochromis Regan 1920
- Limnotilapia Regan 1920
- Lipochromis Greenwood 1980
- Lithochromis Lippitsch & Seehausen 1998
- Lobochilotes Boulenger 1915
- Macropleurodus Regan 1922
- Maylandia Meyer & Foerster 1984
  - (xem thêm Metriaclima)
- Mazarunia Kullander 1990
- Mbipia Lippitsch & Seehausen 1998
- Mchenga Stauffer & Konings, 2006
- Melanochromis Trewavas, 1935
- Mesonauta Günther, 1862
- Microchromis Johnson 1975
- Mikrogeophagus Meulengracht-Madson 1968
- Myaka Trewavas 1972
- Mylacochromis Greenwood 1980
- Mylochromis Regan 1920
- Naevochromis Eccles & Trewavas 1989
- Nandopsis Gill, 1862
- Nannacara Regan 1905
- Nanochromis Pellegrin 1904
- Neochromis Regan 1920
- Neolamprologus Colombe & Allgayer 1985
- Nimbochromis Eccles & Trewavas 1989
- Nyassachromis Eccles & Trewavas 1989
- Ophthalmotilapia Pellegrin 1904
- Oreochromis Günther 1889
- Orthochromis Greenwood 1954
- Otopharynx Regan 1920
- Oxylapia Kiener & Maugé 1966
- Pallidochromis Turner 1994
- Parachromis Agassiz 1859
- Paracyprichromis Poll 1986
- Paralabidochromis Greenwood 1956
- Parananochromis Greenwood 1987
- Paraneetroplus Regan 1905
- Paratilapia Bleeker, 1868
- Paretroplus Bleeker, 1868
- Pelmatochromis Steindachner 1894
- Pelvicachromis Thys van den Audenaerde 1968
- Perissodus Boulenger 1898
- Petenia Günther, 1862
- Petrochromis Boulenger 1898
- Petrotilapia Trewavas 1935
- Pharyngochromis Greenwood 1979
- Placidochromis Eccles & Trewavas 1989
- Platytaeniodus Boulenger 1906
- Plecodus Boulenger 1898
- Protomelas Eccles & Trewavas 1989
- Pseudocrenilabrus Fowler 1934
- Pseudosimochromis Nelissen 1977
- Pseudotropheus Regan 1922
- Pterochromis Trewavas 1973
- Pterophyllum Heckel 1840
- Ptychochromis Steindachner 1880
- Ptychochromoides Kiener & Mauge 1966
- Pundamilia Seehausen & Lippitsch 1998
- Pungu Trewavas 1972
- Pyxichromis Greenwood 1980
- Reganochromis Whitley 1929
- Retroculus Eigenmann & Bray 1894
- Rhamphochromis Regan 1922
- Rocio Schmitter-Soto, 2007
- Sargochromis Regan 1920
- Sarotherodon Rppell 1852
- Satanoperca Günther, 1862
- Schubotzia Boulenger 1914
- Schwetzochromis Poll 1948
- Sciaenochromis Eccles & Trewavas 1989
- Serranochromis Regan 1920
- Simochromis Boulenger 1898
- Spathodus Boulenger 1900
- Steatocranus Boulenger 1899
- Stigmatochromis Eccles & Trewavas 1989
- Stomatepia Trewavas 1962
- Symphysodon Heckel 1840
- Taeniacara Myers 1935
- Taeniochromis Eccles & Trewavas 1989
- Taeniolethrinops Eccles & Trewavas 1989
- Tahuantinsuyoa Kullander 1991
- Tangachromis Poll 1981
- Tanganicodus Poll 1950
- Teleocichla Kullander 1988
- Teleogramma Boulenger 1899
- Telmatochromis Boulenger 1898
- Theraps Günther, 1862
- Thoracochromis Greenwood 1979
- Thorichthys Meek 1904
- Thysochromis Daget 1988
- Tilapia Smith, 1840 Coi thêm: Tilapiine cichlids
- Tomocichla Regan 1908
- Tramitichromis Eccles & Trewavas 1989
- Trematocara Boulenger 1899
- Trematocranus Trewavas 1935
- Triglachromis Poll & Thys van den Audenaerde 1974
- Tristramella Trewavas 1942
- Tropheus Boulenger 1898
- Tylochromis Regan 1920
- Tyrannochromis Eccles & Trewavas 1989
- Uaru Heckel 1840
- Variabilichromis Colombe & Allgayer 1985
- Vieja Fernandez-Yepez 1969
- Xenochromis Boulenger 1899
- Xenotilapia Boulenger 1899
- Yssichromis Greenwood 1980